# Barbara Wulff
Barbara Wulff (* 15. März 1952 in Bremen) ist eine deutsche Sozialwissenschaftlerin und Politikerin (SPD). Sie war Mitglied der Bremischen Bürgerschaft.

## Biografie

### Ausbildung und Beruf
Wulff besuchte nach der Grundschule von 1963 bis 1971 das Gymnasium am Waller Ring in Bremen. Sie studierte nach dem Abitur von 1971 bis 1978 Sozialwissenschaften an der Universität Göttingen und machte 1978 das Examen als Diplom-Sozialwirtin. Es folgten bis 1979 eine freiberufliche wissenschaftliche Tätigkeit in Bremen. Daraufhin war sie 1980/81 wissenschaftliche Mitarbeiterin beim Senator für Soziales, Jugend und Sport in Bremen, 19982/83 Assistentin der Bundestagsabgeordneten Claus Grobecker (SPD) und Ernst Waltemathe (SPD) im Wahlkreisbüro in Bremen. Von 1985 bis 1987 war sie wissenschaftliche Mitarbeiterin bei der Hauptfürsorgestelle des Landes Bremen und 1989/90 Beraterin bei dem gemeinnützigen Verein für Opfer und Zeugen von Straftaten, der Bremer Hilfe e.V.

### Politik
Wulff ist seit 1975 Mitglied der SPD. Dort war sie in unterschiedlichen Funktionen als Unterbezirks- und Landesdelegierte und Vorstandsmitglied der SPD tätig. Sie war von 1990 bis 2010 Vorsitzende des SPD-Ortsvereins Gröpelingen und von 1988 bis 1990 und 1998 bis 2002 Mitglied im SPD-Landesvorstand. 
Am 7. Februar 1990 rückte Wulff für Sabine Uhl in die Bremische Bürgerschaft nach, der sie bis 2003 angehörte. Sie wirkte in verschiedenen Deputationen und Ausschüssen der Bürgerschaft. Von 1991 bis 1995 war sie Sprecherin der Deputation für Jugendhilfe, von 1995 bis 1999 Stellvertretende Vorsitzende des Ausschusses für Ausländerangelegenheiten und von 1995 bis 2003 Mitglied der Deputation Soziales und Jugend. Von 1992 bis 1999 war sie Mitglied und 1999 bis 2003 Vorsitzende des Parlamentsausschusses für die Gleichberechtigung der Frau. Für die SPD-Fraktion war sie von 1991 bis 1999 jugendpolitische Sprecherin, von 1995 bis 1999 ausländerpolitische Sprecherin und von 1999 bis 2003 frauenpolitische Sprecherin.
Nach 2003 gehörte sie weiterhin einer Deputation der Bürgerschaft an. Sie wirkt nach 2003 im Stadtteilbeirat von Gröpelingen, unter anderem als Sprecherin der SPD-Fraktion.
Seit 2003 ist Wulff Mitglied im Beirat Stadtteils Gröpelingen und seit 2007 die Sprecherin der SPD-Beiratsfraktion.

### Weiter Mitgliedschaften
- Wulff war von 1995 bis 1999 Stellvertretende Vorsitzende des Jugendhilfeausschusses in Bremen.
- Sie ist seit 2002 Vorsitzende des Vereins zur Förderung der Städtepartnerschaft Bremen-Izmir.
- Sie ist seit 2003 Mitglied im Vorstand und von 2005 bis 2009  Stellvertretende Vorsitzende des Bremer Frauenausschusses.
- Sie ist weiterhin u. a. Mitglied der Arbeiterwohlfahrt, der Gewerkschaft ver.di, und von Pro Asyl.